# سید مرتضی بختیاری
سیّد مرتضی بختیاری (زاده ۱۳۳۱ مشهد) سیاستمدار و مدیر اجرایی است که از سال ۱۳۹۸ رئیس کمیته امداد امام خمینی است. وی سابقه تدریس در دانشگاه  رضوی را نیز دارد.
او قائم‌مقام پیشین آستان قدس رضوی بود که در تاریخ ۱۱ دی ماه ۱۳۹۷ سید رضا فاطمی امین جانشین وی شد و با حکم سید ابراهیم رئیسی به عنوان مشاور و دستیار ویژه تولیت آستان قدس رضوی منصوب شد. وی مدیر کل دادگستری استان خراسان و فارس، رئیس سازمان زندان‌ها، استاندار اصفهان در دولت اول احمدی‌نژاد و وزیر دادگستری در دوران ریاست جمهوری محمود احمدی‌نژاد بوده است. او پس از انتخاب رئیسی به ریاست قوه قضائیه به عنوان رئیس حوزه ریاست این قوه منصوب شد.
بختیاری طی حکمی از سوی سید علی خامنه‌ای در تاریخ ۳۱ تیر ۱۳۹۸ به عنوان ریاست کمیته امداد امام خمینی منصوب شد.
وی در ۱۸ مهر ۱۳۹۰ توسط اتحادیه اروپا تحریم و از ورود به کشورهای این اتحادیه محروم و کلیه دارایی‌هایش در اروپا توقیف شد.

## دنیای سیاست
وی دارای تحصیلات حوزوی است و در دولت نهم استاندار اصفهان بوده است.
سید مرتضی بختیاری در سال ۱۳۸۸ و توسط محمود احمدی‌نژاد به عنوان وزیر پیشنهادی دولت دهم برای وزارت دادگستری به مجلس شورای اسلامی معرفی و در روز ۱۲ شهریور همان سال با کسب اکثریت آرا انتخاب شد.

## سوابق اجرایی
- رئیس سازمان زندان‌ها و اقدامات تأمینی و تربیتی کشور (۱۳۷۶–۱۳۸۳)
- استاندار اصفهان (۱۳۸۴–۱۳۸۸)
- وزیر دادگستری (۱۳۸۸–۱۳۹۲)
- رئیس کمیته امداد امام (۱۳۹۸–تاکنون)

## تحریم اتحادیه اروپا
اتحادیه اروپا طی تصمیم مورخ ۱۸ مهر ۱۳۹۰ (۱۰ اکتبر ۲۰۱۱)، ۲۹ مقام ایرانی از جمله سید مرتضی بختیاری را به دلایل واهی و نامعلوم اعم از نقشی که در نقض گسترده و شدید حقوق شهروندان ایرانی داشته‌اند، از ورود به کشورهای این اتحادیه محروم کرد. کلیه دارایی‌های این مقامات نیز در اروپا توقیف خواهد شد.

## موارد نقض حقوق بشر
بر اساس بیانیه اتحادیه اروپا، مرتضی بختیاری در مقام وزیر دادگستری نقش اصلی را در تهدید ارعاب ایرانیان خارج از کشور را داشت. چرا که اعلام می‌کرد، دادگاه خاصی برای رسیدگی به جرائم ایرانیان خارج از کشور ایجاد خواهد شد، با همکاری دادستان تهران چندین شعبه از دادگاه‌های دادگستری برای رسیدگی به جرائم امور ایرانیان فراری و مقیم خارج از کشور تعیین شد.